# Sarcohyla toyota
Sarcohyla toyota — вид жаб родини райкових (Hylidae). Описаний у 2019 році.

## Назва
Вид названо на честі японського автовиробника Toyota, чиї різні чотирипривідні моделі Toyota Tacoma та Toyota 4Runner допомогли дослідникам, що відкрили вид, дістатися до важкодоступних районів Мексики.

## Поширення
Ендемік Мексики. Поширений у горах Південна Сьєрра-Мадре у муніципалітеті Атояк-де-Альварес у штаті Герреро на заході країни.